# ベインティシンコ・デ・マヨ (重巡洋艦)
| 撮影：第2次世界大戦から1959年にかけて | |
| 艦歴                                  | |
| 発注                                  | イタリア、OTO社リヴォルノ造船所 |
| 起工                                  | 1927年11月29日 |
| 進水                                  | 1929年8月11日 |
| 就役                                  | 1931年7月11日 |
| 退役                                  | |
| その後                                | 1962年3月に解体処分 |
| 除籍                                  | 1961年3月24日 |
| 性能諸元                              | |
| 排水量                                | 基準：7,600トン 満載：9,100トン 10,850トン（1943年）                                                                                              |
| 全長                                  | 170.8m |
| 水線長                                | 163.2m |
| 全幅                                  | 17.82m |
| 吃水                                  | 4.66m（満載） |
| 機関                                  | ヤーロー式重油専焼水管缶 +パーソンズ式ギヤード･タービン2基2軸推進                                                                                 |
| 最大出力                              | 85,000hp |
| 最大速力                              | 32.0ノット |
| 航続距離                              | 14ノット/8,030海里 |
| 燃料                                  | 重油：-トン |
| 乗員                                  | 600名 |
| 兵装（竣工時）                        | OTO 1931年型 19cm（52口径）連装砲3基 OTO 1930.年型 10cm（47口径）連装高角砲 ヴィッカーズ 4cm（39口径）単装ポンポン砲6基 53.3cm三連装魚雷発射管2基 |
| 装甲                                  | 舷側：50mm（水線部） 甲板：25mm（主甲板） 主砲塔：50mm（最厚部） 司令塔：65mm（最厚部）                                                           |
| 航空兵装                              | グラマン J2F ダック水上機2機 |

ベインティシンコ・デ・マヨはアルゼンチンのベインティシンコ・デ・マヨ級重巡洋艦の一隻。
建造はOTO社のリヴォルノ造船所。
1927年11月29日起工。1929年8月11日進水。1931年7月11日竣工。
アルゼンチン海軍への引渡し後、1931年7月27日にジェノヴァからアルゼンチンへ出発。9月25日に到着している。
スペイン内戦時にはスペインへ派遣されている。
中立国であったため第二次世界大戦での目立った活動は無い。
1959年には予備役となり、1961年7月31日に除籍。1962年3月、イタリアの解体業者の下へ向かう。